# Ghiacciaio Adams (Terra Vittoria)
Il ghiacciaio Adams è un piccolo ghiacciaio lungo circa 7 km situato poco a sud del ghiacciaio Miers, nella regione centro occidentale della Dipendenza di Ross, nell'Antartide orientale. I flussi dei due ghiacciai, entrambi situati nella parte meridionale colli Denton, in corrispondenza della costa di Scott, sono divisi da una piccola cresta la cui estremità orientale è completamente circondata dai fronti dei due ghiacciai che si avvicininano arrivando nel fondo della valle di Miers, circa 1,6 km prima di arrivare al lago Miers, per poi riversarsi in quest'ultimo.

## Storia
Il ghiacciaio Adams è stato così chiamato dal gruppo di ricognizione settentrionale neozelandese della Spedizione antartica del Commonwealth, nota anche come "Spedizione Fuchs-Hillary", (1956-58), in onore del tenente (poi Sir) Jameson Adams, uno degli uomini che durante la Spedizione Nimrod, conosciuta anche come "Spedizione antartica britannica 1907-09", accompagnò Ernest Shackleton nel suo tentativo di raggiungere il Polo Sud che lo porterà però soltanto a 97 miglia geografiche dall'obbiettivo.

## Mappe

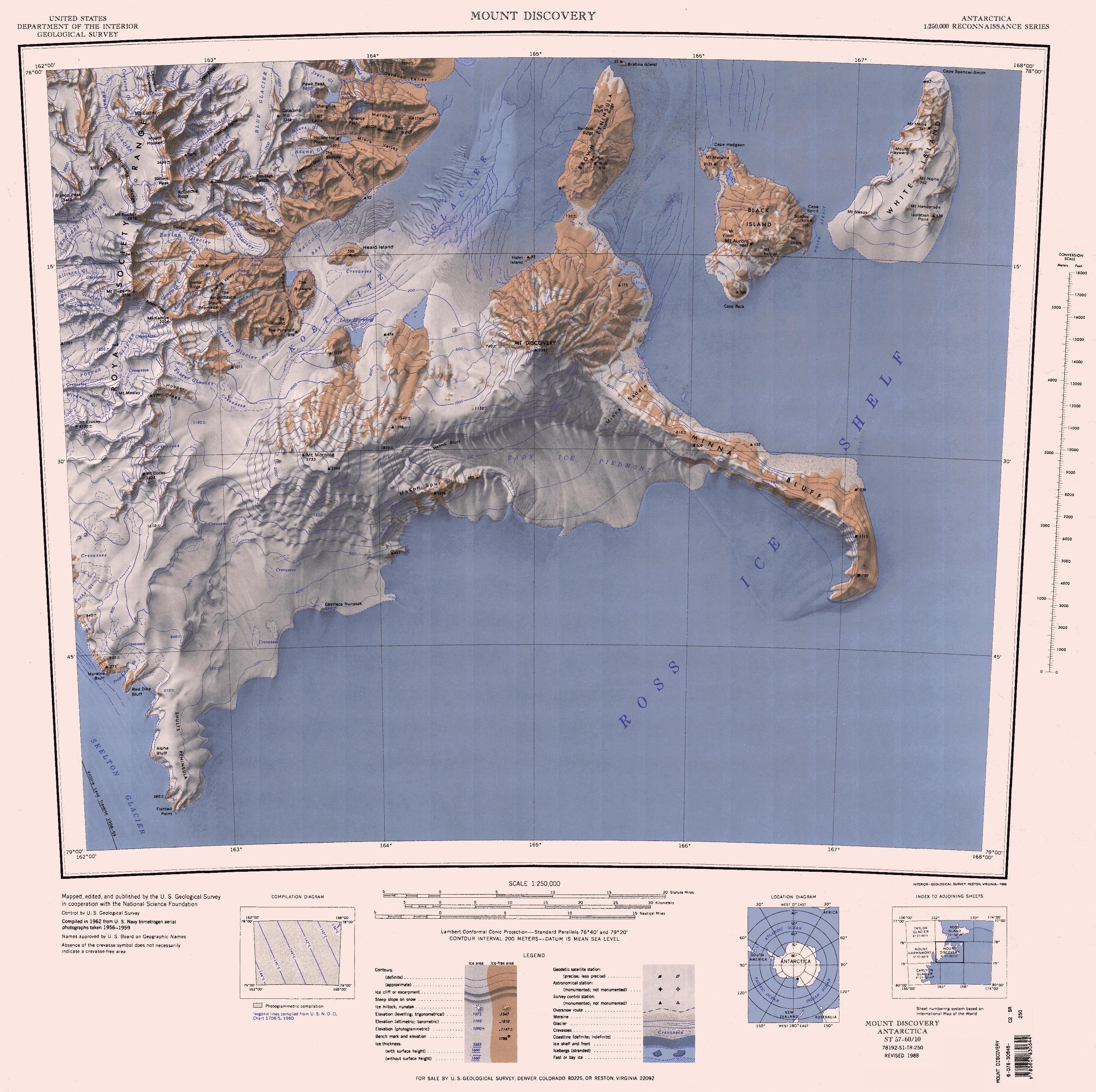
Nella parte nord-occidentale di questa mappa in scala 1:250 000 realizzata dallo USGS è possibile vedere il flusso del ghiacciaio Adams.